# Cuillère à pomme parisienne
 (juillet 2019).
Si vous disposez d'ouvrages ou d'articles de référence ou si vous connaissez des sites web de qualité traitant du thème abordé ici, merci de compléter l'article en donnant les références utiles à sa vérifiabilité et en les liant à la section « Notes et références ».
La cuillère à pomme parisienne ou cuillère à melon ou « boulier à melon » ou « bouleuse à fruit » ou décroche œil est un ustensile de cuisine à l'allure de cuillère qui permet de creuser de petites boules de légumes ou de fruits. Son manche, arrondi pour une prise ferme, porte un hémisphère coupant que l'utilisateur fait pivoter dans la chair du légume ou du fruit. Il en existe plusieurs diamètres, allant de 1 à 3 cm en passant par 1,3 cm / 1,6 cm / 1,9 cm / 2,2 cm / 2,5 cm / 2,8 cm.

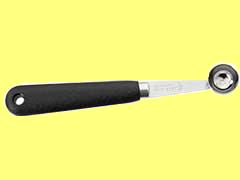
Cuillère à pommes parisienne.
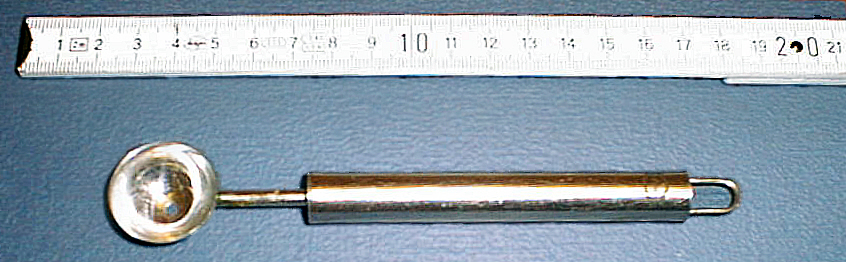
Longueur d'une cuillère.

Utilisée d'abord avec les pommes de terre pour préparer des pommes noisette ou des pommes parisiennes, son nom en a gardé trace en France.
Cet ustensile est utile dans la confection de salades pour y incorporer des billes de légumes ou de fruits comme le melon.
Certaines cuillers à café font d'excellentes cuillers parisiennes de substitution.